# Metroid Prime
Metroid Prime ist ein Videospiel für den Nintendo GameCube und der fünfte Hauptableger des Metroid-Franchises. Das Spiel wurde von dem amerikanischen Entwicklerstudio Retro Studios entwickelt und von dessen Mutterunternehmen Nintendo erstmals am 17. November 2002 in Nordamerika veröffentlicht. Metroid Prime ist das erste dreidimensionale Spiel der Metroid-Reihe und steuert sich wie ein Ego-Shooter, wird allerdings wegen des Fokus auf Erkundung zumeist dem Action-Adventure-Genre zugeordnet. Chronologisch setzt es direkt nach dem Ende des ersten Teils der Metroid-Reihe ein: Nachdem Protagonistin Samus die Weltraumpiraten vermeintlich besiegt hat, muss sie auf dem Planeten Tallon IV die Überreste der Organisation besiegen und den Planeten von der Verseuchung mit einem radioaktiven Stoff namens „Phazon“ befreien.
Das Spiel erhielt 2004 mit Metroid Prime 2: Echoes einen Nachfolger und begründete somit mit der Metroid-Prime-Saga eine Nebenreihe des Metroid-Franchises, die chronologisch zwischen dem ersten und zweiten Teil der Reihe angesiedelt ist. Im Jahre 2009 wurde das Spiel in Europa und Nordamerika zusammen mit den beiden Nachfolgern Echoes und Corruption als Metroid Prime: Trilogy für die Nintendo Wii veröffentlicht. Im Februar 2023 erschien eine überarbeitete Remaster-Fassung für Nintendo Switch.

## Handlung
Die Handlung von Metroid Prime spielt nach dem Ende des ersten Spiels der Metroid-Reihe. Als die Kopfgeldjägerin Samus Aran in dem NES-Spiel die Weltraumpiraten auf dem Planeten Zebes vermeintlich besiegt hat, sind drei Fregatten der Weltraumpiraten aus dem Orbit des Planeten entkommen. Da die an Bord einer der entkommenen Fregatte von den Weltraumpiraten vorgenommenen Gen-Experimente außer Kontrolle geraten sind, senden diese ein Notsignal aus. Diese Informationen enthält der Spieler allerdings erst im Verlauf des Spiels.
Metroid Prime setzt mit der Ankunft Samus’, die im Auftrag der galaktischen Föderation dem Notsignal gefolgt ist, nicht ahnend, dass es von der Fregatte der Weltraumpiraten stammt, auf der Fregatte im Orbit des Planeten Tallon IV ein. Dort findet Samus die Mutanten, die die Besatzung der Fregatte inzwischen getötet oder auf den Planeten vertrieben haben. Nach Besiegen des Mutterparasiten fällt dieser auf den Hauptreaktor der Fregatte, woraufhin diese mitsamt Samus auf den Planeten Tallon IV abstürzt. Durch einen Kurzschluss geht allerdings ihre Ausrüstung kaputt und der Spieler ist dazu gezwungen, diese im Verlauf des Spiels auf dem Planeten wiederzuerlangen. Auf Tallon IV begegnet Samus einer radioaktiven Substanz namens „Phazon“, welches für die Verseuchung des Planeten sowie die Auslöschung der ursprünglichen Bewohner des Planeten gesorgt hat.
Samus besiegt die Weltraumpiraten, die auf dem Planeten mit dem Phazon weiterhin Versuche an verschiedenen Lebensformen, unter anderem den Metroids, vornehmen. Auf dem Weg zum Kern des Meteoriten, durch dessen Einschlag auf dem Planeten Tallon IV das Phazon überhaupt auf den Planeten gelangt ist besiegt Samus dann Meta-Ridley, den Anführer der Weltraumpiraten. Durch eine Verseuchung von Samus Anzug mit Phazon verwandelt dieser sich in den Phazon Suit, wodurch Samus immun gegen die meisten Arten von Phazon wird. Im Meteoritenkern trifft Samus dann auf Metroid Prime, den namensgebenden Endgegner des Spiels und besiegt diesen im Kampf, woraufhin sich der Planet wieder von der Phazon-Verseuchung erholen kann. Beim Besiegen von Metroid Prime entzieht dieser Samus das Phazon zusammen mit ihrer DNS, wodurch Dunkle Samus entsteht, die in den darauffolgenden Teilen eine wichtige Rolle spielt.

## Spielprinzip
Metroid Prime ist eine Mischung aus einem Ego-Shooter und einem Action-Adventure. Der Spieler steuert die Kopfgeldjägerin Samus Aran aus der Egoperspektive, die nach dem Intro auf dem Planeten Tallon IV gelandet ist. Dabei hat der Spieler die Aufgabe den Planeten zu erforschen, um Samus’ verlorene Ausrüstung zurückzuerlangen und zwölf Chozo-Artefakte zu finden, die es Samus ermöglichen den Krater des Meteoriten zu erreichen, dessen Einschlag den Planeten mit Phazon verseucht hat. Durch Scannen von Spielwelt, Gegnern oder Gegenstände erfährt der Spieler wichtige Informationen über die Spielwelt, die Geschichte des Planeten oder über Schwachstellen von Gegnern.
Um die Artefakte zu finden und den Krater zu erreichen, muss der Spieler Rätsel lösen, Jump-’n’-Run-Passagen überwinden und Gegner besiegen. Dabei trifft der Spieler immer wieder auf Boss-Gegner, durch dessen Besiegen Samus’ Ausrüstungsteile zurückerhält, die es ermöglichen weitere Bereiche der Spielwelt zu betreten. So erlaubt es zum Beispiel der aus den Vorgängern bekannte Morph-Ball, zu dem Samus sich zusammenrollt kleine Durchgänge zu durchqueren, für die Samus normalerweise zu groß wäre.
Metroid Prime lässt sich durch das Game-Boy-Advance-Linkkabel mit dem Spiel Metroid Fusion für den Game Boy Advance verbinden, wodurch der Spieler den Fusion Suit aus Metroid Fusion erhält. Außerdem kann der Spieler so das Originale Metroid für den NES freischalten und auf dem GameCube spielen.

## Entwicklung und Veröffentlichung
Metroid Prime wurde von den in Texas ansässigen Retro Studios, einem 1998 aus dem Entwicklerstudio Iguana Entertainment hervorgegangenem Tochterunternehmen von Nintendo, in Zusammenarbeit mit dem japanischen, hauseigenen Nintendo-Entwicklerstudio R&D1 entwickelt. Im Jahre 2000 begann Retro Studios an einem aus der Third-Person-Perspektive gesteuertem Action-Adventure zu entwickeln, allerdings wurde sich entschieden, anstelle der Third-Person- die Ego-Perspektive zu verwenden, da die Mitarbeiter von Retro Studios darin bereits Erfahrung hatten. Zu diesem Zeitpunkt entschied sich Nintendo dem Studio die Metroid-Lizenz anzubieten, was Retro Studios annahm und daraufhin begann das Spiel in das Metroid-Universum zu versetzen. Im Streit darum, ob das Spiel letztendlich aus der Ego- oder Third-Person-Perspektive spielbar sein soll, entschied sich der frühere Projektleiter das Projekt zu verlassen und erst durch den Mario-Erfinder Shigeru Miyamoto, der es nicht für möglich hielt Third-Person-Actionspiele vernünftig in 3D umzusetzen, wurde sich das Studio einig, auf die Ego-Perspektive zu setzen.
Während die Graphik und die Programmierung alleine von den Retro Studios entwickelt wurde, entstand der Artstyle des Spiels in Zusammenarbeit von R&D1 und Retro Studios. Nur die Musik des Spiels wurde ohne Mitarbeit der Retro Studios von dem japanischen Komponisten Kenji Yamamoto entwickelt.
Im Rahmen der Space World 2000, einer von Nintendo im August 2000 abgehaltenen Spielemesse, wurde die Entwicklung eines Metroid-Spiels für den Nintendo GameCube durch Retro Studios angekündigt und am gleichen Tag veröffentlichte Nintendo einen ersten Render-Trailer, der ein vorgerendertes Video einer von Aliens verfolgten Samus zeigte. Im Februar 2001 gab Nintendo daraufhin bekannt, dass es sich bei dem Metroid Spiel um ein First-Person-Adventure handeln werde. Nachdem auf der E3 2001 ein weiterer vorgerenderter Trailer gezeigt wurde, veröffentlichte Nintendo im Rahmen der Space World 2001 einen Trailer, in dem erstmals eine In-Game-Sequenz zu sehen war.
Metroid Prime wurde zuerst in Amerika am 18. November 2002 veröffentlicht. Während das Spiel in Japan am 28. Februar 2003 veröffentlicht wurde, erschien die europäische Fassung am 21. März 2003. Die europäische Fassung von Metroid Prime unterscheidet sich von der Nordamerikanischen in einem etwas höheren Schwierigkeitsgrad, der Möglichkeit Cut-Scenes bei erneutem Sehen abzubrechen, einem sich später einschaltendem Hinweissystem und einer erweiterten Sprachausgabe.

## Rezeption
Metroid Prime wurde von der Spielepresse insgesamt sehr gut aufgenommen und erhielt ausnahmslos gute bis sehr gute Wertungen. So erreicht das Spiel beim Wertungsaggregator Metacritic 97 von 100 Punkten und gehört damit zu den 20 bestbewerteten Spielen der Website.
Der Videospielejournalist Jörg Luibl lobte Metroid Prime in einem Test für 4Players vor allem für die fesselnde Atmosphäre, den gelungenen Mix aus Kampf und Erkunden und auch die passende musikalische Untermalung. Er kritisierte vor allem, dass „das Storypotenzial nicht ganz ausgeschöpft wurde, die Gegner-KI ab und an schwächelt und das Speichersystem nerven kann.“
Der Videospielejournalist Kai Schmidt lobte in einem Test für GamePro darüber hinaus die gelungene Konvertierung des Metroid-Franchises von 2D zu 3D sowie eingängige Steuerung und die atmosphärische und immersive musikalische Untermalung. Er kritisierte dagegen, dass es teilweise nötig sei große Strecken zurückzulegen, was wie eine künstliche Streckung des Spiels wirke.

### Verkaufszahlen
In den USA konnte sich das Spiel bereits in der ersten Woche nach der Veröffentlichung am 17. November 2002 rund 250.000 Mal verkaufen.
Insgesamt konnte sich Metroid Prime weltweit 2,78 Millionen Mal verkaufen und ist damit das sechstmeistverkaufte Spiel für den Nintendo GameCube. Laut der auf Videospielverkaufszahlen spezialisierten Website VGChartz war Metroid Prime lange Zeit mit geschätzten 2,82 Millionen verkauften Einheiten das meistverkaufte Spiel des Metroid-Franchises, gefolgt von dem ersten Teil der Reihe für das NES mit geschätzten 2,73 Millionen verkauften Einheiten. Dieser Verkaufsrekord wurde später von Metroid Dread (2021, Nintendo Switch) mit über 3 Millionen Einheiten überboten.

## Metroid Prime Remastered
Am 8. Februar 2023 wurde im Rahmen einer Nintendo-Direct-Vorstellung Metroid Prime Remastered angekündigt, eine überarbeitete Neuauflage für Nintendo Switch. Das Spiel erschien noch am selben Tag als herunterladbarer Titel im Nintendo eShop. Eine physische Einzelhandelsversion wurde am 22. Februar in Nordamerika und am 3. März 2023 in Europa und Japan veröffentlicht. Bis Mai 2023 hatte sich das Spiel über 1,09 Millionen Mal verkauft.
Mit der „Remastered“-Version wurde die Auflösung von ursprünglich 480p (GameCube) auf 900p mit angeschlossener Dockingstation und 612p im Handheld-Modus erhöht. Die 3D-Modelle, Texturen und Lichteffekte wurden überarbeitet, während das Spiel um verschiedene Steuerungs-Möglichkeiten erweitert wurde.
Wertungsaggregator OpenCritic fasste 100 Rezensionen der Spielepresse zu einer Gesamtwertung von 94 aus 100 Punkten zusammen und vergab das Label „Mächtig“. 100 Prozent der Kritiker würden das Spiel empfehlen. IGN vergab eine Höchstwertung von 10 aus 10 Punkten und nannte das Spiel ein „Meisterwerk“, das seinem hochgelobten Vorbild gerecht werde. Sowohl Steuerung als auch Grafik würden gelungen auf den neuesten Stand der Technik gebracht. Die Entwickler des Originalspiels von 2002 äußerten Kritik an der Remaster-Veröffentlichung für die ausbleibende explizite Würdigung ihrer Arbeit.